# Veriga
Veriga je serijski sklop povezanih kosov, imenovanih členi, ki so običajno narejeni iz kovine, s splošnim značajem, podobnim lastnostim vrvi, saj je prožna in ukrivljena pri stiskanju, vendar linearna, toga in nosilna pri napetosti. Veriga je lahko sestavljena iz dveh ali več členov. Verige je mogoče razvrstiti glede na obliko, ki jo lahko narekuje njihova uporaba:
- za dviganje, na primer pri uporabi z dvigalom,
- za vlečenje,
- za zavarovanje, na primer s ključavnico za kolo,
- za nakit, na primer za verižice in zapestnice.

Verige so lahko tudi sredstvo za prenos moči. Ta prenos imenujemo verižni pogon.